# Organisation scientifique du travail
Pour les articles homonymes, voir OST.
L'organisation scientifique du travail (OST), qui connaissait en Europe des applications depuis le XIVe siècle sera formalisée, puis diffusée et largement utilisée lors de la deuxième révolution industrielle à la fin du XIXe siècle. En tant que méthode de gestion et d'organisation des ateliers de production, ses principes ont été développés et mis en application industrielle par nombre de personnalités (Pierre-Paul Riquet, Vauban, Frédéric Japy, William Leffingwell, Henri Fayol, Charles de La Poix de Fréminville etc). Mais le plus connu est Frederick Winslow Taylor (1856 - 1915), ce qui explique que l'OST soit souvent assimilée au taylorisme. Par suite et notamment aux États-Unis, le mouvement dit du fordisme en fera une très large application et contribuera à sa diffusion.
L'OST conduit à une division extrême du travail, la parcellisation des tâches, en forçant les ouvriers et les employés à ne devenir que de simples exécutants dans d'immenses entreprises mécanisées. Le métier de col blanc a ainsi subi une forte dévalorisation dès la Belle Époque, visible par exemple chez les sténographes-dactylographes. Est ainsi introduite dans le monde du travail une séparation radicale entre ceux qui conçoivent et ceux qui produisent (division verticale du travail). Pour Taylor et le taylorisme, l’ouvrier n’est pas là pour penser, mais pour exécuter des gestes savamment calculés pour lui après avoir été chacun chronométrés. Il est encouragé à être performant par un système de prime. Tout travail intellectuel doit être enlevé de l’atelier pour être concentré dans les bureaux de planification et d’organisation de l’entreprise.
Avec le recul, un terme plus adapté serait « organisation productiviste du travail », puisque ce but est d'améliorer la productivité, en s'appuyant sur les méthodes dites « scientifiques ». Il existe depuis 1854 [réf. souhaitée].
Selon DHA, la direction scientifique du travail est essentiellement un changement de l'état d'esprit des ouvriers comme des dirigeants. Elle ne réside pas dans le consensus entre les employés et les employeurs autour d'un objectif commun : augmenter la valeur ajoutée de l'entreprise, ce qui doit profiter à tous. Pour Taylor, cela doit permettre de supprimer les conflits sociaux. Ceux-ci en effet sont dus à des désaccords sur la répartition des recettes de l'entreprise : les ouvriers veulent augmenter la part des salaires et les propriétaires la part des profits. Si la valeur ajoutée est suffisamment élevée, il deviendrait « inutile de se quereller sur son mode exact de répartition ». Pour parvenir à cet objectif, il faut rechercher scientifiquement les procédés de fabrication les plus efficaces.

## Historique de «l'organisation scientifique du travail»

### Une préoccupation et des réalisations fort anciennes
- Au XIVe siècle et XVe siècle, l'Arsenal de Venise - probablement la plus grande usine de l'époque - pratique dans le domaine de la construction navale des techniques d'organisation très évoluées : spécialisation et organisation du travail à la chaîne. Ce qui lui permet d'armer très rapidement toutes sortes de navires en cas de besoin (à des fins d'expédition militaire ou commerciale).

- Au XVIIe siècle, sur le chantier du Canal du Midi, Pierre-Paul Riquet met en œuvre une organisation du chantier par ateliers supervisés par des Intendants, tandis que Vauban analyse et édicte les procédures à mettre en œuvre pour le terrassement des ouvrages d'art, ainsi que le calcul de la rémunération des ouvriers qui y sont employés.

- Dès la fin du XVIIIe siècle, Frédéric Japy (1749-1812), un industriel français, met au point un système de fabrication mécanisé développé sur l'idée d'une division des tâches. En 1773, le système productif est particulièrement novateur : l’utilisation de la machine-outil lui permet d’embaucher des ouvriers non qualifiés, des femmes, des vieillards. Grâce à cette nouvelle division du travail, il est désormais possible de produire en série et dans un atelier unique. Injustement oublié de l'histoire et de la Révolution industrielle, Frédéric Japy est le véritable précurseur du développement des techniques qui fonderont plus tard l'organisation scientifique du travail.

- Jean Rodolphe Perronet, directeur de l'Ecole des Ponts et chaussées - que l'on appelle également à l'époque « Le bureau central » du fait qu'il s'occupe de promouvoir normes et méthodes -  s'intéresse vers 1760 à l'Organisation du travail : Il contribue à la rédaction de plusieurs articles de l'encyclopédie : « de la façon dont on fait les épingles à Laigle » et « de la façon dont on réduit le fil de laiton à différentes grosseurs ».

- L'encyclopédie de Diderot (repris par Adam Smith) cite l'exemple d'une fabrique d'épingles en Normandie où l'efficacité du travail est augmentée du fait de la division du travail en tâches élémentaires (division horizontale du travail au sens de Taylor).

- Vers 1798, Éli Whitney, mécanicien américain organise des fabrications en mode série, conduisant à une production de masse[3].

- Par la suite, l'organisation du travail se généralise avec l'arrivée du machinisme et du processus d'industrialisation.

### L'organisation scientifique du travail selon W. Taylor
Le terme d'« Organisation scientifique du travail » est dû à l'ingénieur métallurgiste américain Taylor. Selon sa doctrine (le Taylorisme) l'amélioration de la productivité d'un travail est impossible dans les conditions selon lesquelles la majeure partie des entreprises sont gérées : L'absence d'autorité pertinente à la tête des ateliers, le mélange d'individualisme et de corporatisme régnant chez les employés interdit toute idée d'amélioration de la productivité. Il convient donc d'intervenir avec détermination et rigueur dans les directions suivantes :
- Le fait de décomposer les phases successives d'un travail ;
- chercher les gestes les plus efficaces ;
- définir la procédure optimale et y adapter les hommes ainsi que l'ensemble des moyens requis.

Chez la Midvale Steel Co., il se livre à des études minutieuses et chiffrées: Après observation des ouvriers, décomposition de leurs gestes, et chronométrage de leur activité, il s'efforce de réduire « la flânerie » et les « temps morts » en vue de déterminer la « meilleure et unique façon » de travailler (le « one best way »). Les résultats qu'il fait valoir sont spectaculaires : par exemple, dans le cadre d'un poste de manutention des gueuses de fontes, après son intervention et réorganisation du mode de travail, les ouvriers manipulent 48 tonnes par jour contre 12,7 tonnes auparavant. Les gains de productivité sont tels qu'ils peuvent donner lieu à une augmentation des salaires concernés de 60 %.
Frederick Winslow Taylor systématise en quatre grands leviers destinés à promouvoir ce qu'il revendique comme étant « l'organisation scientifique du travail » :
1. La direction doit — pour chaque aspect de la tâche d'un travailleur — remplacer la méthode empirique utilisée traditionnellement par une nouvelle technique développée scientifiquement.
2. Alors que par le passé, chaque travailleur déterminait par lui-même la façon d'exécuter sa tâche et se formait de son mieux par ses propres moyens, désormais un processus rigoureux doit être établi pour permettre à la direction de choisir, d'entraîner, d'instruire et développer chaque travailleur.
3. La direction doit agir avec énergie mais aussi coopérer avec enthousiasme avec les travailleurs pour s'assurer que chaque tâche soit exécutée suivant les principes et les techniques développés et édictés par elle.
4. Alors qu'auparavant presque tout l'ouvrage et la plus grande part des responsabilités étaient assumées par les travailleurs, une répartition rationnelle du travail et des responsabilités doit être établie entre la direction et les travailleurs. La direction prend en charge les tâches — notamment de conception et d'organisation — pour lesquelles elle est mieux pourvue que les travailleurs, tandis que ceux-ci doivent appliquer les modes d'organisation et d'exécution qui leur sont communiqués.

## Méthodes et mesures employées par l'OST
- l'étude du facteur temps, de même que les outils et les méthodes nécessaires ; A cette fin sont établis les Bureaux de méthodes, dont l'une des missions est d'analyser et d'évaluer les temps opératoires grâce à la chrono-analyse et à une décomposition fine des mouvements (méthode des temps standards ou MTS, Method Time Measurement ou MTM), puis la méthode des observations instantanées.
- la supervision fonctionnelle et répartie, et ses avantages sur le système traditionnel du contremaître unique ;
- la standardisation des outils et de leur contexte d'utilisation pour chaque corps de métier, ainsi que les gestes et mouvements des travailleurs de chaque métier ;
- la création d'un département ou d'une salle de planification ;
- l'application du « principe d'exception » en gestion ;
- l'utilisation de règles mathématiques graduées et autres outils permettant d'économiser du temps ;
- la préparation de cartes d'instruction pour les travailleurs ;
- la préparation de descriptions de tâches, accompagnées par un large bonus pour la réussite de cette tâche ;
- l'application de taux différentiels ;
- l'utilisation de systèmes mnémoniques pour répertorier les produits manufacturés de même que les outils utilisés dans les industries ;
- l'utilisation de systèmes de routage ;
- l'utilisation de systèmes modernes d'analyse des coûts.

## Remise en cause de l'OST
De nouvelles formes d’organisation du travail se développent du fait des changements dans la société qui mettent en relief les limites principales du taylorisme et du fordisme… Du fait de la standardisation des produits liée à la consommation de masse, le fordisme ne répond pas toujours à une demande plus exigeante, qui exige des produits différenciés. Par ailleurs, si la quantité produite est accrue par le fordisme, il n'en est pas forcément de même de la qualité.
Taiichi Ōno (1912-1990) développe alors pour Toyota le « toyotisme », basée sur l'harmonisation de la production : l'amélioration de la productivité de chaque poste n'est pas une fin en soi, il est inutile qu'un poste produise plus si le poste d'avant ne peut pas fournir les pièces et/ou le poste d'après ne peut pas absorber les pièces. Il faut produire ce qu'il faut au bon moment. Les objectifs, résumés autour des 5 zéros, vont tendre à une réduction des coûts et une meilleure réactivité à la demande.
Malgré les organisations productives postérieures à Ford ou Taylor, l'organisation du travail basée sur la décomposition des tâches et sur les tâches répétitives ne disparaît pas. Un nombre croissant de salariés dénoncent par exemple la répétitivité des tâches qu'ils accomplissent, y compris dans le secteur tertiaire (centre d'appel, restauration rapide, etc.).